# Turneul de tenis de la San Jose
Silicon Valley Classic, sponsorizat de Mubadala Investment Company, este un turneu profesionist de tenis feminin care se joacă anual la San Jose, California, Statele Unite. A fost fondat în 1971 pe circuitul WTA Tour, iar din sezonul 2021 face parte din nou înființată categorie WTA 500, care a înlocuit categoria WTA Premier Tournaments, căreia turneul îi aparținea din 2009.

## Rezultate

### Simplu
| An                     | Campioană                              | Finlistă                               | Scor                                   |
| ---------------------- | -------------------------------------- | -------------------------------------- | -------------------------------------- |
| 1971                   | Billie Jean King                       | Rosemary Casals                        | 6–3, 6–4                               |
| 1972                   | Billie Jean King (2)                   | Kerry Melville                         | 7–6(5–0), 7–6(5–2)                     |
| 1973                   | Margaret Court                         | Kerry Melville                         | 6–3, 6–3                               |
| 1974                   | Billie Jean King (3)                   | Chris Evert                            | 7–6(5–2), 6–2                          |
| 1975                   | Chris Evert                            | Billie Jean King                       | 6–1, 6–1                               |
| 1976                   | Chris Evert (2)                        | Evonne Goolagong Cawley                | 7–5, 7–6(5–2)                          |
| 1977                   | Sue Barker                             | Virginia Wade                          | 6–3, 6–4                               |
| 1978                   | Nu s-a ținut                           | Nu s-a ținut                           | Nu s-a ținut                           |
| 1979                   | Martina Navratilova                    | Chris Evert                            | 7–5, 7–5                               |
| 1980                   | Martina Navratilova (2)                | Evonne Goolagong Cawley                | 6–1, 7–6(7–4)                          |
| 1981                   | Andrea Jaeger                          | Virginia Wade                          | 6–3, 6–1                               |
| 1982                   | Andrea Jaeger (2)                      | Chris Evert                            | 7–6(7–5), 6–4                          |
| 1983                   | Bettina Bunge                          | Sylvia Hanika                          | 6–3, 6–3                               |
| 1984                   | Hana Mandlíková                        | Martina Navratilova                    | 7–6(8–6), 3–6, 6–4                     |
| 1985                   | Hana Mandlíková (2)                    | Chris Evert                            | 6–2, 6–4                               |
| 1986                   | Chris Evert (3)                        | Kathy Jordan                           | 6–2, 6–4                               |
| 1987                   | Zina Garrison                          | Sylvia Hanika                          | 7–5, 4–6, 6–3                          |
| 1988                   | Martina Navratilova (3)                | Larisa Savchenko                       | 6–1, 6–2                               |
| 1989                   | Zina Garrison (2)                      | Larisa Savchenko                       | 6–1, 6–1                               |
| ↓ Tier II tournament ↓ |                                        |                                        |                                        |
| 1990                   | Monica Seles                           | Martina Navratilova                    | 6–3, 7–6(7–5)                          |
| 1991                   | Martina Navratilova (4)                | Monica Seles                           | 6–3, 3–6, 6–3                          |
| 1992                   | Monica Seles (2)                       | Martina Navratilova                    | 6–3, 6–4                               |
| 1993                   | Martina Navratilova (5)                | Zina Garrison                          | 6–2, 7–6(7–1)                          |
| 1994                   | Arantxa Sánchez Vicario                | Martina Navratilova                    | 1–6, 7–6(7–5), 7–6(7–5)                |
| 1995                   | Magdalena Maleeva                      | Ai Sugiyama                            | 6–3, 6–4                               |
| 1996                   | Martina Hingis                         | Monica Seles                           | 6–2, 6–0                               |
| 1997                   | Martina Hingis (2)                     | Conchita Martínez                      | 6–0, 6–2                               |
| 1998                   | Lindsay Davenport                      | Venus Williams                         | 6–4, 5–7, 6–4                          |
| 1999                   | Lindsay Davenport (2)                  | Venus Williams                         | 7–6(7–1), 6–2                          |
| 2000                   | Venus Williams                         | Lindsay Davenport                      | 6–1, 6–4                               |
| 2001                   | Kim Clijsters                          | Lindsay Davenport                      | 6–4, 6–7(5–7), 6–1                     |
| 2002                   | Venus Williams (2)                     | Kim Clijsters                          | 6–3, 6–3                               |
| 2003                   | Kim Clijsters (2)                      | Jennifer Capriati                      | 4–6, 6–4, 6–2                          |
| 2004                   | Lindsay Davenport (3)                  | Venus Williams                         | 7–6(7–4), 5–7, 7–6(7–4)                |
| 2005                   | Kim Clijsters (3)                      | Venus Williams                         | 7–5, 6–2                               |
| 2006                   | Kim Clijsters (4)                      | Patty Schnyder                         | 6–4, 6–2                               |
| 2007                   | Anna Chakvetadze                       | Sania Mirza                            | 6–3, 6–2                               |
| 2008                   | Aleksandra Wozniak                     | Marion Bartoli                         | 7–5, 6–3                               |
| ↓ Premier tournament ↓ |                                        |                                        |                                        |
| 2009                   | Marion Bartoli                         | Venus Williams                         | 6–2, 5–7, 6–4                          |
| 2010                   | Victoria Azarenka                      | Maria Sharapova                        | 6–4, 6–1                               |
| 2011                   | Serena Williams                        | Marion Bartoli                         | 7–5, 6–1                               |
| 2012                   | Serena Williams (2)                    | CoCo Vandeweghe                        | 7–5, 6–3                               |
| 2013                   | Dominika Cibulková                     | Agnieszka Radwańska                    | 3–6, 6–4, 6–4                          |
| 2014                   | Serena Williams (3)                    | Angelique Kerber                       | 7–6(7–1), 6–3                          |
| 2015                   | Angelique Kerber                       | Karolína Plíšková                      | 6–3, 5–7, 6–4                          |
| 2016                   | Johanna Konta                          | Venus Williams                         | 7–5, 5–7, 6–2                          |
| 2017                   | Madison Keys                           | Coco Vandeweghe                        | 7–6(7–4), 6–4                          |
| 2018                   | Mihaela Buzărnescu                     | Maria Sakkari                          | 6–1, 6–0                               |
| 2019                   | Zheng Saisai                           | Arina Sabalenka                        | 6–3, 7–6(7–3)                          |
| 2020                   | Anulat din cauza pandemiei de COVID-19 | Anulat din cauza pandemiei de COVID-19 | Anulat din cauza pandemiei de COVID-19 |
| ↓ WTA 500 tournament ↓ |                                        |                                        |                                        |
| 2021                   | Danielle Collins                       | Daria Kasatkina                        | 6–3, 6–7(10–12), 6–1                   |
| 2022                   | Daria Kasatkina                        | Shelby Rogers                          | 6–7(2–7), 6–1, 6–2                     |

### Dublu
| An                     | Campioane                                   | Finaliste                                      | Scor                                   |
| ---------------------- | ------------------------------------------- | ---------------------------------------------- | -------------------------------------- |
| 1971                   | Rosemary Casals Billie Jean King            | Françoise Dürr Ann Haydon-Jones                | 6–4, 6–7, 6–1                          |
| 1972                   | Rosemary Casals (2) Virginia Wade           | Françoise Dürr Judy Tegart Dalton              | 6–3, 5–7, 6–2                          |
| 1973                   | Margaret Court Lesley Hunt                  | Wendy Overton Valerie Ziegenfuss               | 6–1, 7–5                               |
| 1974                   | Chris Evert Billie Jean King (2)            | Françoise Dürr Betty Stöve                     | 6–4, 6–2                               |
| 1975                   | Chris Evert (2) Billie Jean King (3)        | Rosemary Casals Virginia Wade                  | 6–2, 7–5                               |
| 1976                   | Billie Jean King (4) Betty Stöve            | Rosemary Casals Françoise Dürr                 | 6–4, 6–1                               |
| 1977                   | Kerry Reid Greer Stevens                    | Sue Barker Ann Kiyomura                        | 6–3, 6–1                               |
| 1978                   | Nu s-a ținut                                | Nu s-a ținut                                   | Nu s-a ținut                           |
| 1979                   | Rosemary Casals (3) Chris Evert (3)         | Tracy Austin Betty Stöve                       | 3–6, 6–4, 6–3                          |
| 1980                   | Sue Barker Ann Kiyomura                     | Greer Stevens Virginia Wade                    | 6–0, 6–4                               |
| 1981                   | Rosemary Casals (4) Wendy Turnbull          | Martina Navratilova Virginia Wade              | 6–1, 6–4                               |
| 1982                   | Barbara Potter Sharon Walsh                 | Kathy Jordan Pam Shriver                       | 6–1, 3–6, 7–6(7–5)                     |
| 1983                   | Claudia Kohde-Kilsch Eva Pfaff              | Rosemary Casals Wendy Turnbull                 | 6–4, 4–6, 6–4                          |
| 1984                   | Martina Navratilova Pam Shriver             | Rosemary Casals Alycia Moulton                 | 6–2, 6–3                               |
| 1985                   | Hana Mandlíková Wendy Turnbull              | Rosalyn Fairbank Candy Reynolds                | 4–6, 7–5, 6–1                          |
| 1986                   | Hana Mandlíková (2) Wendy Turnbull (3)      | Bonnie Gadusek Helena Suková                   | 7–6(7–5), 6–1                          |
| 1987                   | Hana Mandlíková (3) Wendy Turnbull (4)      | Zina Garrison Gabriela Sabatini                | 6–4, 7–6(7–4)                          |
| 1988                   | Rosemary Casals (5) Martina Navratilova (2) | Hana Mandlíková Jana Novotná                   | 6–4, 6–4                               |
| 1989                   | Patty Fendick Jill Hetherington             | Larisa Savchenko Natalia Zvereva               | 7–5, 3–6, 6–2                          |
| 1990                   | Meredith McGrath Anne Smith                 | Rosalyn Fairbank Robin White                   | 2–6, 6–0, 6–4                          |
| 1991                   | Patty Fendick (2) Gigi Fernández            | Martina Navratilova Pam Shriver                | 6–4, 7–5                               |
| 1992                   | Gigi Fernández (2) Natalia Zvereva          | Rosalyn Fairbank-Nideffer Gretchen Rush Magers | 3–6, 6–2, 6–4                          |
| 1993                   | Patty Fendick (3) Meredith McGrath (2)      | Amanda Coetzer Inés Gorrochategui              | 6–2, 6–0                               |
| 1994                   | Lindsay Davenport Arantxa Sánchez           | Gigi Fernández Martina Navratilova             | 7–5, 6–4                               |
| 1995                   | Lori McNeil Helena Suková                   | Katrina Adams Zina Garrison Jackson            | 3–6, 6–4, 6–3                          |
| 1996                   | Lindsay Davenport (2) Mary Joe Fernández    | Irina Spîrlea Nathalie Tauziat                 | 6–1, 6–3                               |
| 1997                   | Lindsay Davenport (3) Martina Hingis        | Conchita Martínez Patricia Tarabini            | 6–1, 6–3                               |
| 1998                   | Lindsay Davenport (4) Natasha Zvereva (2)   | Larisa Savchenko Neiland Elena Tatarkova       | 6–4, 6–4                               |
| 1999                   | Lindsay Davenport (5) Corina Morariu        | Anna Kournikova Elena Likhovtseva              | 6–4, 6–4                               |
| 2000                   | Chanda Rubin Sandrine Testud                | Cara Black Amy Frazier                         | 6–4, 6–4                               |
| 2001                   | Janet Lee Wynne Prakusya                    | Nicole Arendt Caroline Vis                     | 3–6, 6–3, 6–3                          |
| 2002                   | Lisa Raymond Rennae Stubbs                  | Janette Husárová Conchita Martínez             | 6–1, 6–1                               |
| 2003                   | Cara Black Lisa Raymond (2)                 | Cho Yoon-jeong Francesca Schiavone             | 7–6(7–5), 6–1                          |
| 2004                   | Eleni Daniilidou Nicole Pratt               | Iveta Benešová Claudine Schaul                 | 6–2, 6–4                               |
| 2005                   | Cara Black (2) Rennae Stubbs (2)            | Elena Likhovtseva Vera Zvonareva               | 6–3, 7–5                               |
| 2006                   | Anna-Lena Grönefeld Shahar Pe'er            | Maria Elena Camerin Gisela Dulko               | 6–1, 6–4                               |
| 2007                   | Sania Mirza Shahar Pe'er (2)                | Victoria Azarenka Anna Chakvetadze             | 6–4, 7–6(7–5)                          |
| 2008                   | Cara Black (3) Liezel Huber                 | Elena Vesnina Vera Zvonareva                   | 6–4, 6–3                               |
| ↓ Premier tournament ↓ |                                             |                                                |                                        |
| 2009                   | Serena Williams Venus Williams              | Chan Yung-jan Monica Niculescu                 | 6–4, 6–1                               |
| 2010                   | Lindsay Davenport (6) Liezel Huber (2)      | Chan Yung-jan Zheng Jie                        | 7–5, 6–7(8–10), 10–8                   |
| 2011                   | Victoria Azarenka Maria Kirilenko           | Liezel Huber Lisa Raymond                      | 6–1, 6–3                               |
| 2012                   | Marina Erakovic Heather Watson              | Jarmila Gajdošová Vania King                   | 7–5, 7–6(9–7)                          |
| 2013                   | Raquel Kops-Jones Abigail Spears            | Julia Görges Darija Jurak                      | 6–2, 7–6(7–4)                          |
| 2014                   | Garbiñe Muguruza Carla Suárez Navarro       | Paula Kania Kateřina Siniaková                 | 6–2, 4–6, [10–5]                       |
| 2015                   | Xu Yifan Zheng Saisai                       | Anabel Medina Garrigues Arantxa Parra Santonja | 6–1, 6–3                               |
| 2016                   | Raquel Atawo (2) Abigail Spears (2)         | Darija Jurak Anastasia Rodionova               | 6–3, 6–4                               |
| 2017                   | Abigail Spears (3) Coco Vandeweghe          | Alizé Cornet Alicja Rosolska                   | 6–2, 6–3                               |
| 2018                   | Latisha Chan Květa Peschke                  | Lyudmyla Kichenok Nadiia Kichenok              | 6–4, 6–1                               |
| 2019                   | Nicole Melichar Květa Peschke (2)           | Shuko Aoyama Ena Shibahara                     | 6–4, 6–4                               |
| 2020                   | Anulat din cauza pandemiei de COVID-19      | Anulat din cauza pandemiei de COVID-19         | Anulat din cauza pandemiei de COVID-19 |
| ↓ WTA 500 tournament ↓ |                                             |                                                |                                        |
| 2021                   | Darija Jurak Andreja Klepač                 | Gabriela Dabrowski Luisa Stefani               | 6–1, 7–5                               |
| 2022                   | Xu Yifan (2) Yang Zhaoxuan                  | Shuko Aoyama Chan Hao-ching                    | 7–5, 6–0                               |